# Bat SARS-like coronavirus WIV1
Il Bat SARS-like coronavirus WIV1, o Bat SL-CoV-WIV1 è una variante di virus del ceppo virale SARS-like Coronavirus (SL-CoV; dall'inglese "simile al SARS-CoV"), della specie Betacoronavirus pandemicum, facente parte del genere Betacoronavirus (famiglia Coronaviridae), un virus che infetta i pipistrelli ferro di cavallo (Rhinolophus sinicus).